# Kaplica św. Jana Nepomucena w Lewinie Kłodzkim
Kaplica św. Jana Nepomucena w Lewinie Kłodzkim – zabytkowa kaplica we wsi Lewin Kłodzki.

## Historia
Kaplica parafii w Lewinie Kłodzkim z 1727.

## Galeria

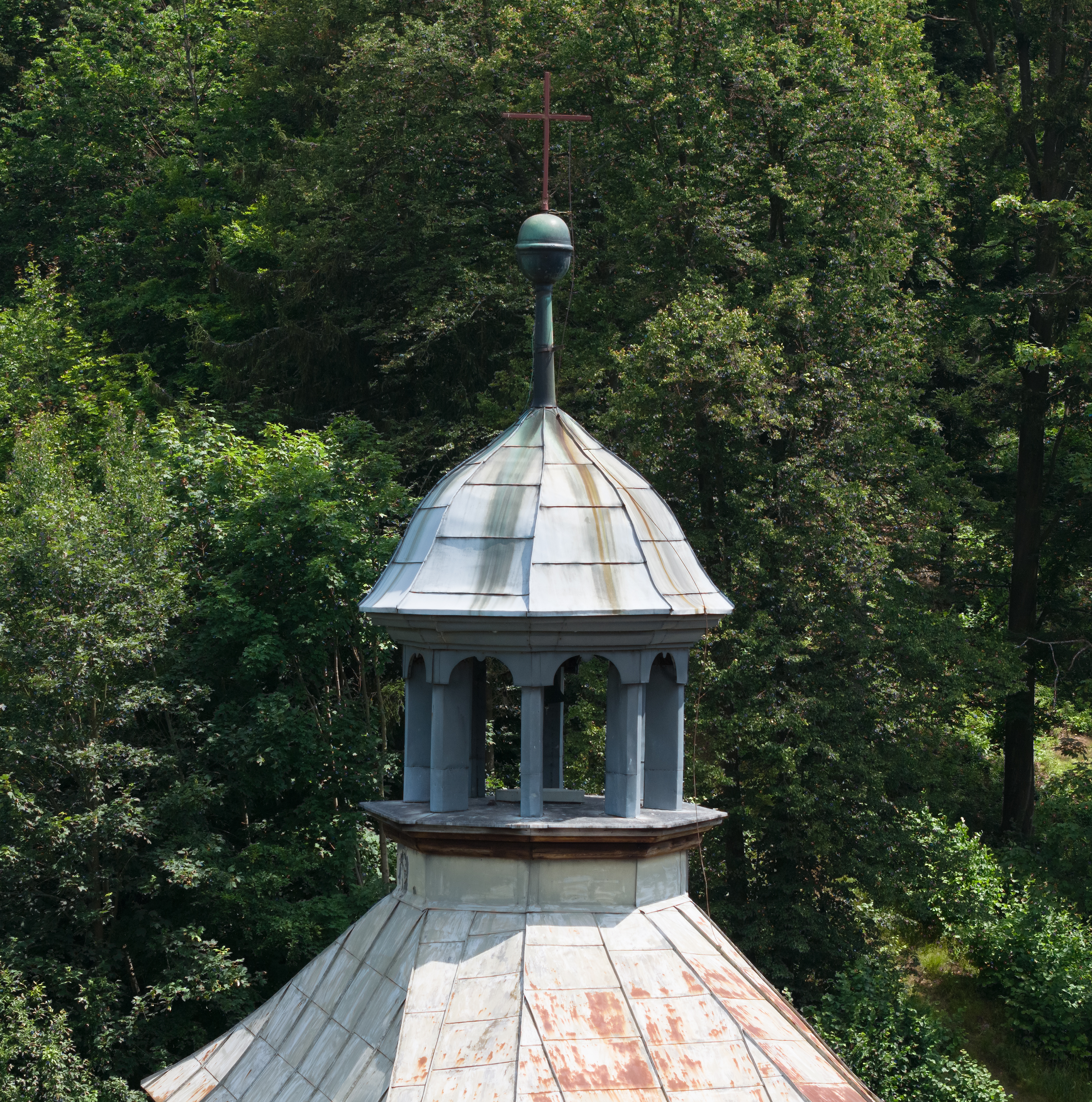
Zwieńczenie dachu
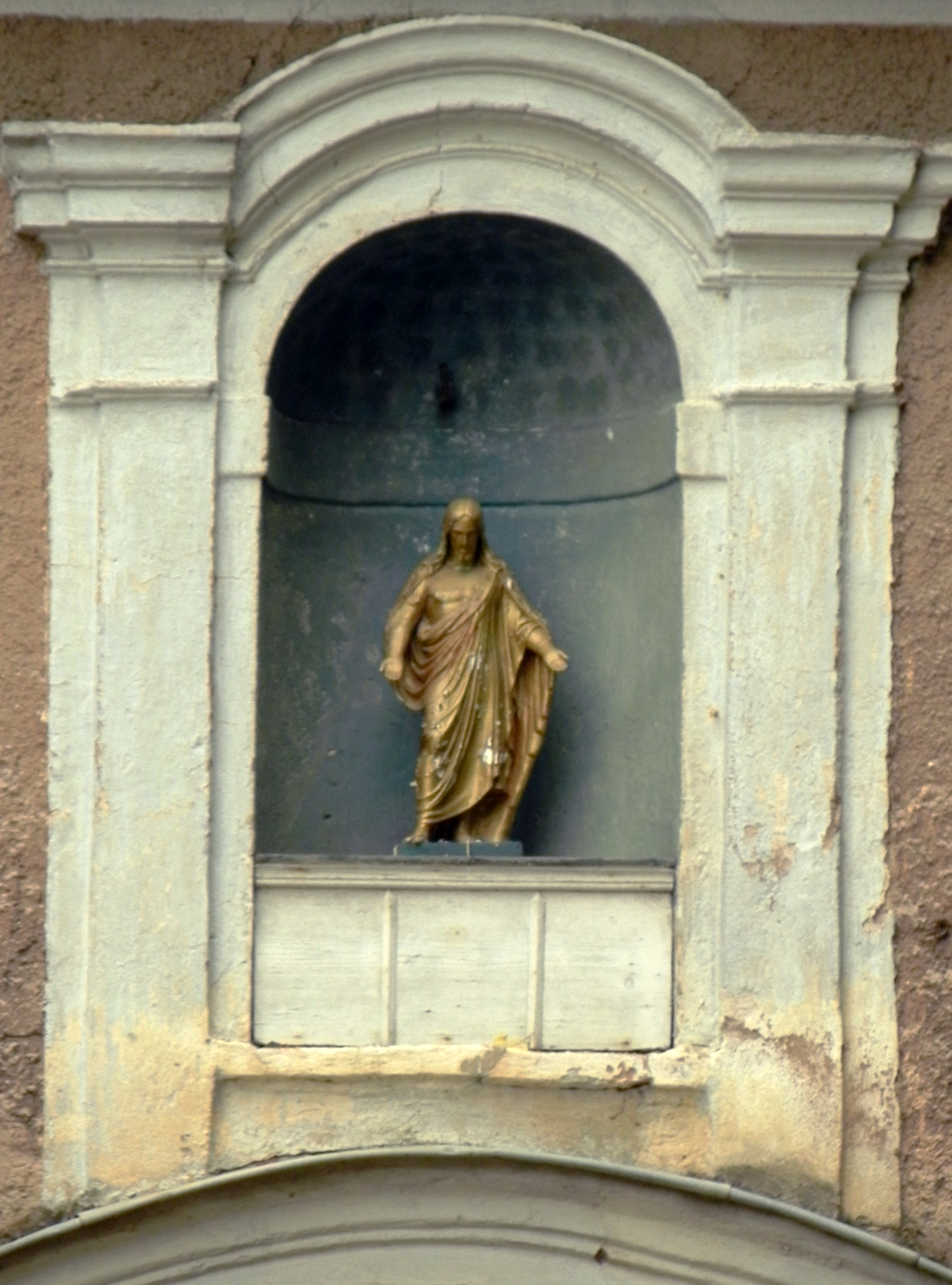
Statua Jezusa w niszy
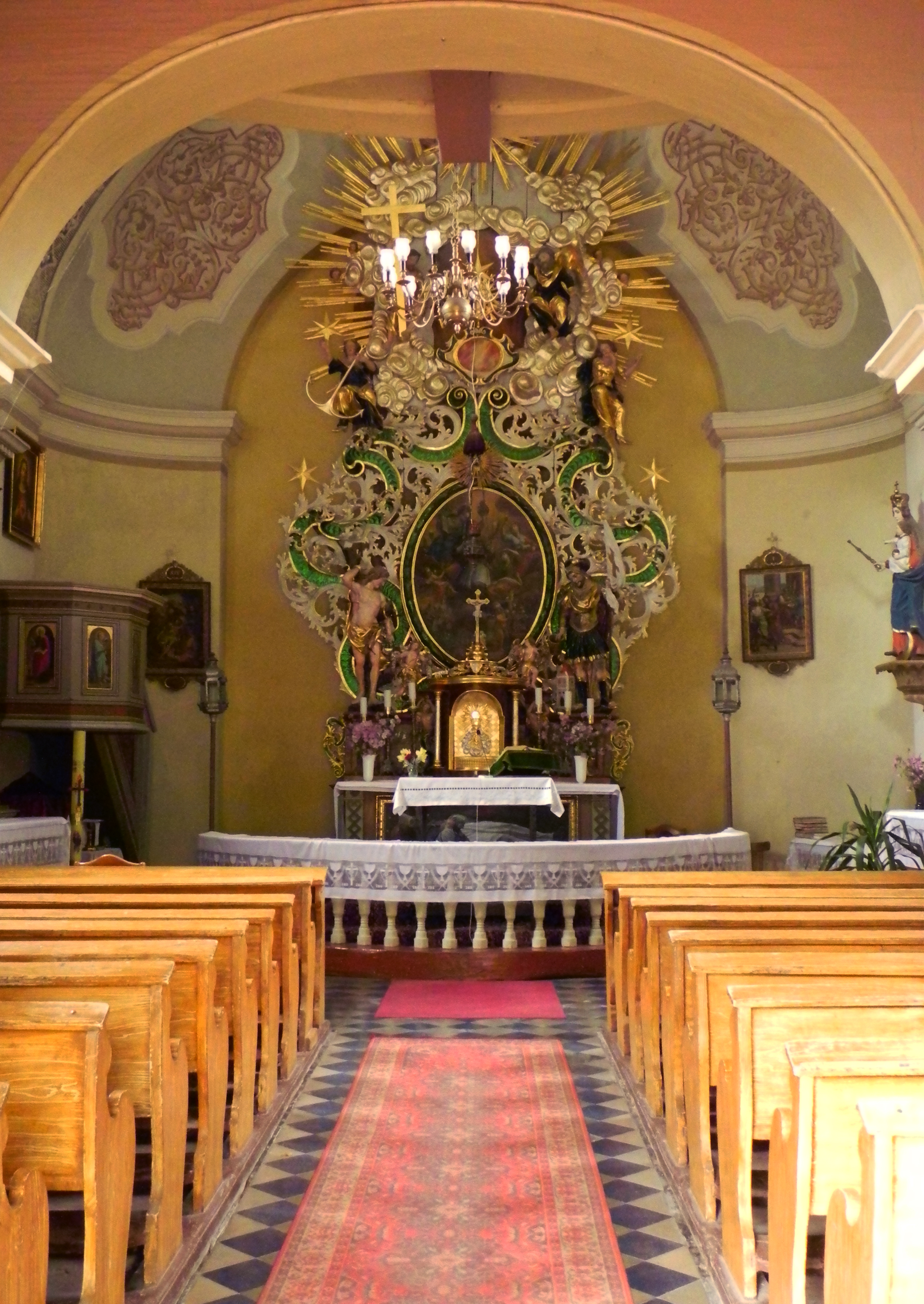
Wnętrze, ołtarz
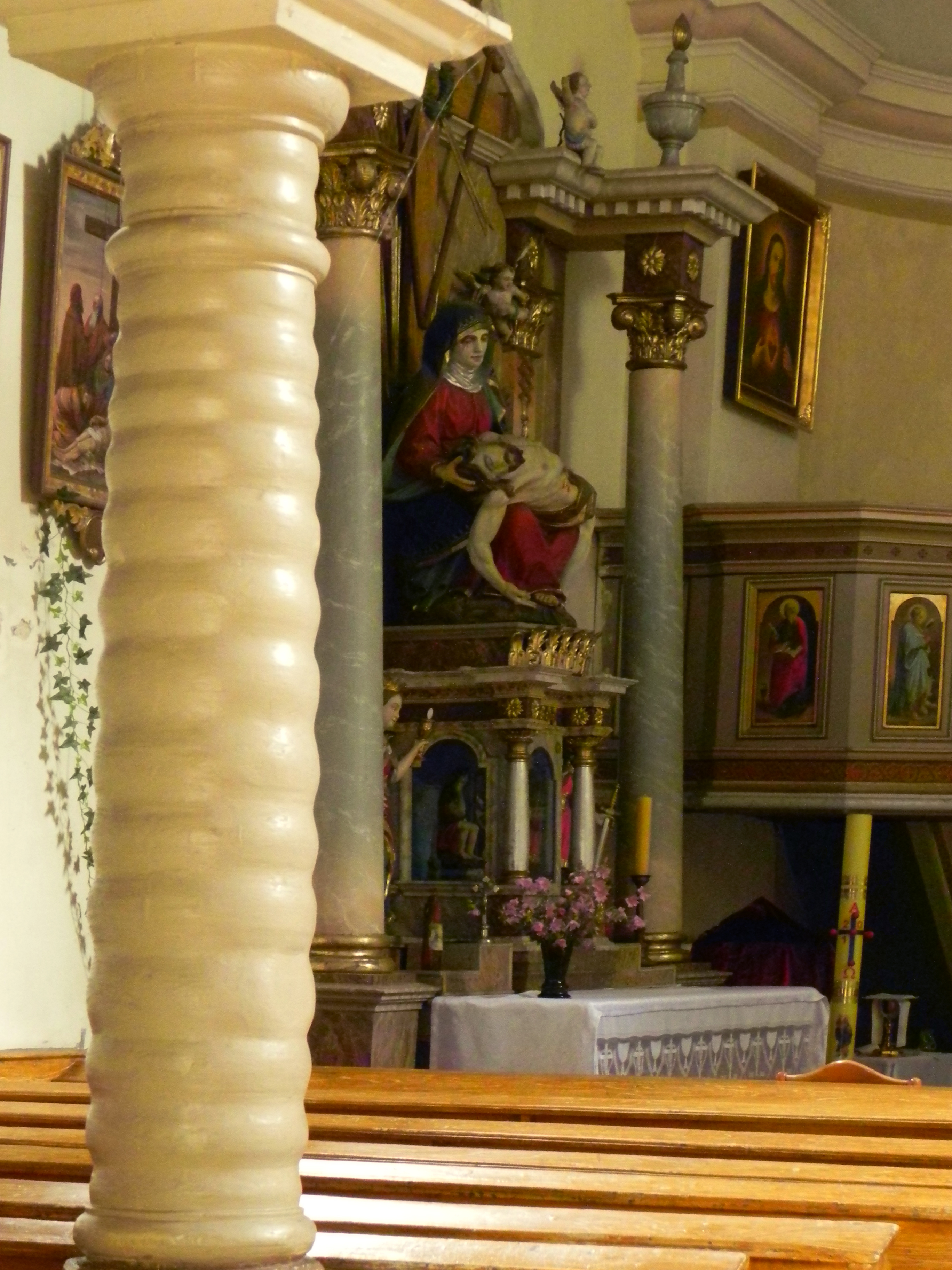
Wnętrze, ołtarz boczny
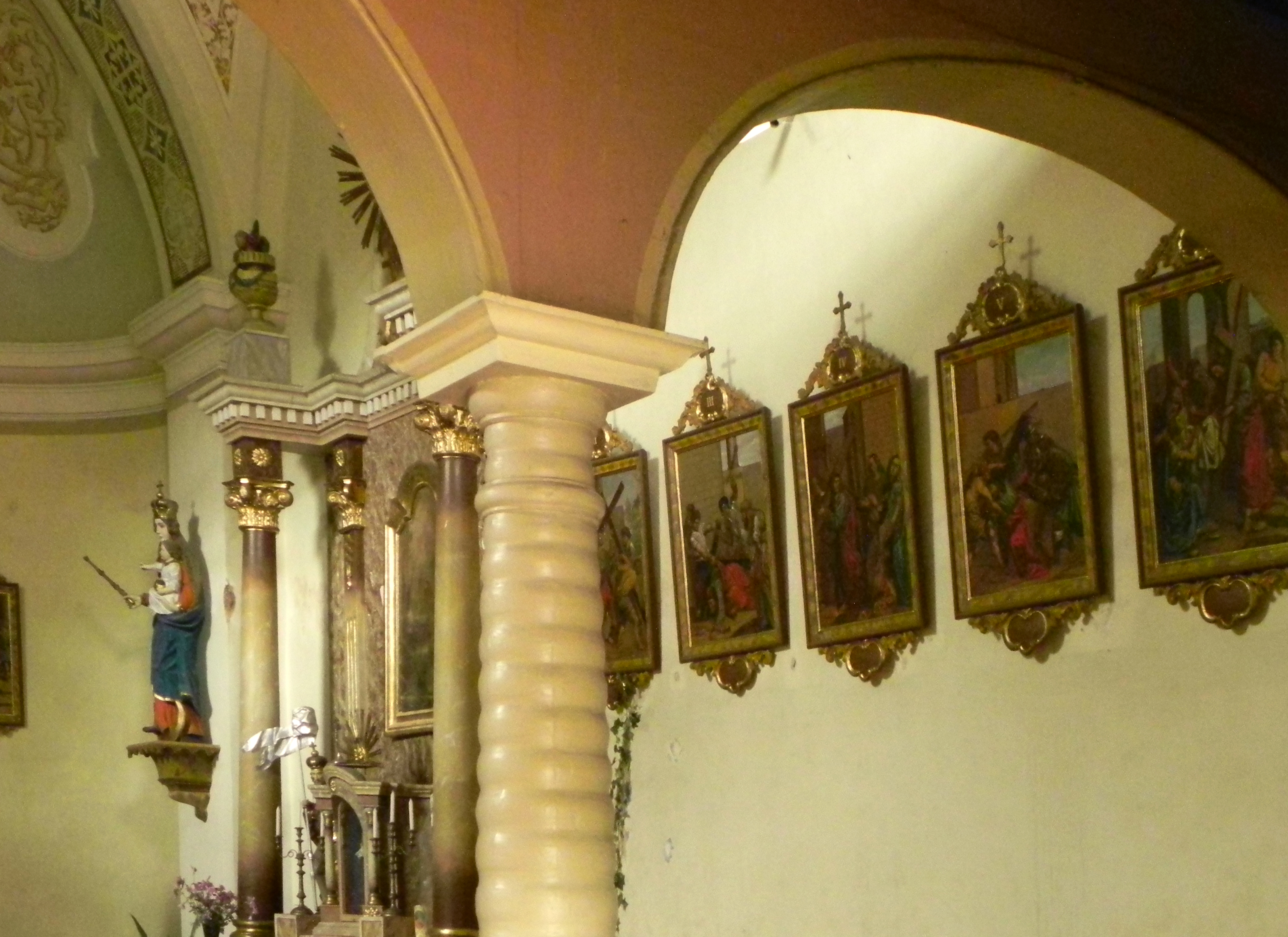
Wnętrze, stacje drogi krzyżowej